# American Country Countdown
 (janvier 2020).
Si vous disposez d'ouvrages ou d'articles de référence ou si vous connaissez des sites web de qualité traitant du thème abordé ici, merci de compléter l'article en donnant les références utiles à sa vérifiabilité et en les liant à la section « Notes et références ».
American Country Countdown est une émission de radio consacrée à l'industrie du disque créée en 1973 et disparue[Depuis quand ?]. On y retrouvait toute l'actualité musicale 24 heures sur 24. Elle est aisément reliable au magazine Billboard. Elle est animée par Kix Brooks (en).